# 장위 (후한)
장위(張衛, ? ~ ?)는 중국 후한 말의 무장으로, 자는 공칙(公則)이며 패국 풍현(豊縣) 사람이다.

## 행적
215년, 조조(曹操)가 한중(漢中)을 침공하자 장로(張魯)는 항복하려 하였다. 이때 장위는 이에 동조하지 않고 양평관(陽平關)에서 요격했으나 야생사슴에게 진영이 무너졌고 그 순간 조조군의 공격으로 항복하였다.
장위는 소의장군(昭義將軍)에 임명되었고, 이후 관직을 버리고 도를 닦아 대낮에 하늘로 올라가 신선이 되었다.

## 《삼국지연의》에서의 장위
213년, 장로(張魯)에게 의탁하고 있던 마초(馬超)가 가맹관(葭萌關)으로가 유비(劉備)와 대치하고 있을 때, 제갈량(諸葛亮)이 양송(楊松)에게 뇌물을 보내 장로와 마초를 이간하여 장로는 마초에게 퇴각 명령을 내렸으나 이에 따르지 않자, 한달 안에 유비의 목을 베라는 명을 내린뒤 장위에게 마초가 돌아오지 못하게 길목을 막게 하였다.
215년, 조조(曹操)가 한중(漢中)을 침공하자 양평관(陽平關)에서 양앙(楊昻), 양임(楊任)과 함께 조조군과 맞서싸웠으나 하후연(夏侯淵)과 장합(張郃)에 의해 패하였고, 장로와 함께 파중(巴中)으로 도주한다.
파중에서 장로가 조조에게 투항하려 하였을 때 이에 동조하지 않고, 막바지에 군사를 이끌고가 조조군을 공격하였으나 조조의 장수 허저(許褚)와 겨루다 패해 죽었다.

## 장위의 친족관계
- 장릉(張陵)　(조부)
  - 장형(張衡)　(장릉의 아들이라고 기록되어있으나, 장로,장위의 아버지라는 언급은 없다.)
  - □
    - 장로(張魯)　공기(公祺)　(형)
      - 장부(張富)　(조카)
      - 장성(張盛)　원종(元宗)　(조카)
      - 장씨(張氏) (조카, 조우의 부인)

    - 장위(張衛) 공칙(公則)　(동생)
    - 장괴(張傀) 공인(公仁)　(동생)

### 관련 인물
장릉　장형　장로